# Circumscripció proporcional de Shikoku
La Circumscripció proporcional de Shikoku o bloc proporcional de Shikoku (japonès: 比例四国ブロック, Hirei Shikoku burokku) és una de les onze circumscripcions electorals de representació proporcional de la Cambra de Representants del Japó, a la Dieta Nacional del Japó. El seu àmbit son les prefectures de Tokushima, Kagawa, Ehime i Kōchi. A partir de l'introducció del vot proporcional, el districte va elegir 7 diputats en les eleccions de 1996. Des de les eleccions del 2000, ha estat representat per 6 escons.

## Representants
| Candidatura          | Candidatura                      | Candidatura | 1996 | 2000 | 2003 | 2005 | 2009 | 2012 | 2014 | 2017 | 2021 | 2024 |
| -------------------- | -------------------------------- | ----------- | ---- | ---- | ---- | ---- | ---- | ---- | ---- | ---- | ---- | ---- |
|                      | Partit Liberal Democràtic        | PLD         | 3    | 3    | 3    | 3    | 2    | 2    | 3    | 3    | 3    | 3    |
|                      | Partit Democràtic Constitucional | PDC         | -    | -    | -    | -    | -    | -    | -    | 1    | 1    | 1    |
|                      | Partit Democràtic Popular        | PDP         | -    | -    | -    | -    | -    | -    | -    | -    | 0    | 1    |
|                      | Kōmeitō                          | KMT         | -    | 1    | 1    | 1    | 1    | 1    | 1    | 1    | 1    | 1    |
|                      | Partit Comunista del Japó        | PCJ         | 1    | 1    | 0    | 0    | 0    | 0    | 0    | 0    | 0    | 0    |
|                      | Nippon Ishin no Kai              | Ishin       | -    | -    | -    | -    | -    | 2    | 1    | 0    | 1    | 0    |
| Partits desapareguts |                                  |             |      |      |      |      |      |      |      |      |      |      |
|                      | Partit Democràtic                | PD          | 1    | 1    | 2    | 2    | 3    | 1    | 1    | -    | -    | -    |
|                      | Partit de la Nova Frontera       | PNF         | 2    | -    | -    | -    | -    | -    | -    | -    | -    | -    |
|                      | Partit de l'Esperança            | PE          | -    | -    | -    | -    | -    | -    | -    | 1    | -    | -    |
| Total                | Total                            | Total       | 7    | 6    | 6    | 6    | 6    | 6    | 6    | 6    | 6    | 6    |